# Rivers Angels Football Club
Il Rivers Angels Football Club, meglio conosciuto semplicemente come Rivers Angels, è una squadra di calcio femminile nigeriana con sede a Port Harcourt, Capitale dello stato federato del Rivers.
Il Rivers Angels gioca nella NWFL Premiership, il livello di vertice del campionato nigeriano femminile di calcio, ed è una delle squadre più titolate dello stato africano con tre campionati vinti e cinque coppe di lega.

## Palmarès
- Campionato nigeriano: 3

1993-1994, 2009-2010, 2013-2014
- Nigerian Women's Cup: 5

2009-2010, 2010-2011, 2011-2012, 2012-2013, 2013-2014